# Pat Halcox
Pat Halcox celým jménem Patrick John Halcox (18. března 1930 – 4. února 2013) byl britský jazzový trumpetista. Nejprve hrál na pozoun a po přechodu k trubce hrál s různými lokálními skupinami. Později se stal členem souboru pozounisty Chrise Barbera, se kterým hrál následujících čtyřiapadesát let. Z jeho kapely odešel v roce 2008. Zemřel v únoru 2013 ve svých dvaaosmdesáti letech.